# چوی بو مین
چوی بو مین (انگلیسی: Choi Bo-min؛ زادهٔ ۲۴ اوت ۲۰۰۰) خواننده و بازیگر اهل کره جنوبی است.